# Mozdok
Mozdok (rusky Моздо́к; osetsky Мæздæг) je město v Severní Osetii-Alanii, republice na jihu Ruské federace v Severokavkazském federálním okruhu. Mozdok leží v severní části republiky na levém břehu řeky Těrek, přibližně 92 km od hlavního města Vladikavkazu. Je druhým největším městem (první největší je Vladikavkaz) a administrativním centrem oblasti "Mozdokskij rajon". Mozdok má 41 270 obyvatel (stav 2006, v roce 2002 měl 42 865, a v roce 1989 38 037). Název města znamená v kabardštině hustý či neprostupný les.

## Historie
Mozdok byl založen v roce 1759 a od roku 1785 má statut města. V roce 1763 zde Grigorij Potěmkin založil pevnost, kolem které nechal osidlovat 517 rodin Volžských Kozáků, kteří zde měli střežit linii kolem řeky Těrek. Později sem nechal poslat další stovky Kozáků.
Od začátku druhé čečenské války zde bylo spácháno mnoho útoků na ruská vojenská zařízení. Dva nejničivější z nich se staly v roce 2003. Zřejmě sebevražedná atentátnice odpálila 5. června bombu blízko autobusu vezoucího členy Ruských leteckých sil (vojáci a civilisté) na vojenskou základnu v blízkosti města. Autobus byl zničen, zahynulo 18, podle jiných zdrojů až 20 osob. 1. srpna stejného roku byl spáchán další atentát, kdy sebevražedný atentátník najel s nákladním automobilem plným výbušnin do městské vojenské nemocnice. Přes 50 lidí bylo zabito a budova utrpěla značná poškození.
22. ledna 2006 byl neznámými pachateli vyhozen do povětří plynovod vedoucí z Mozdoku do Tbilisi. Arménie a Gruzie byly odříznuty od dodávek zemního plynu z Ruska, a Gruzie byla rovněž bez elektrické energie. Gruzínský prezident Michail Saakašvili obvinil Rusko a společnost Gazprom z podílu na této sabotáži s cílem zvýšení tlaku na Gruzii v probíhajících jednáních o podmínkách dodávek plynu.

## Obyvatelstvo
Etnické skupiny města (stav 2002):
- Rusové (62,73 %)
- Oseti (7,66 %)
- Arméni (6,12 %)
- Kumykové (4,55 %)
- Čečenci (4,25 %)
- Kabarďané (3,16 %)
- Korejci (2,39 %)